# Весела Долина (річка)
Весела Долина, Весела — річка в Україні, у Краснокутському районі Харківської області та Охтирському районі Сумської області. Ліва притока Ворскли (басейн Дніпра).

## Опис
Довжина 18 км, похил річки — 1,5 м/км. Площа басейну 104 км².

## Розташування
Бере початок на північному сході від Каплунівки. Тече переважно на північний захід через Прокопенкове і на південно-західній околиці Рабини впадає в річку Ворсклу, ліву притоку Дніпра. 
Населені пункти вздовж берегової смуги: Вищевеселе, Веселе, Заводське. 
Річку перетинають автомобільні шляхи Р46Т 1705 і гілка Південної залізниці. Відстань від річки до станції Кириківки приблизно 2,6 км.